# 迪森蒂斯

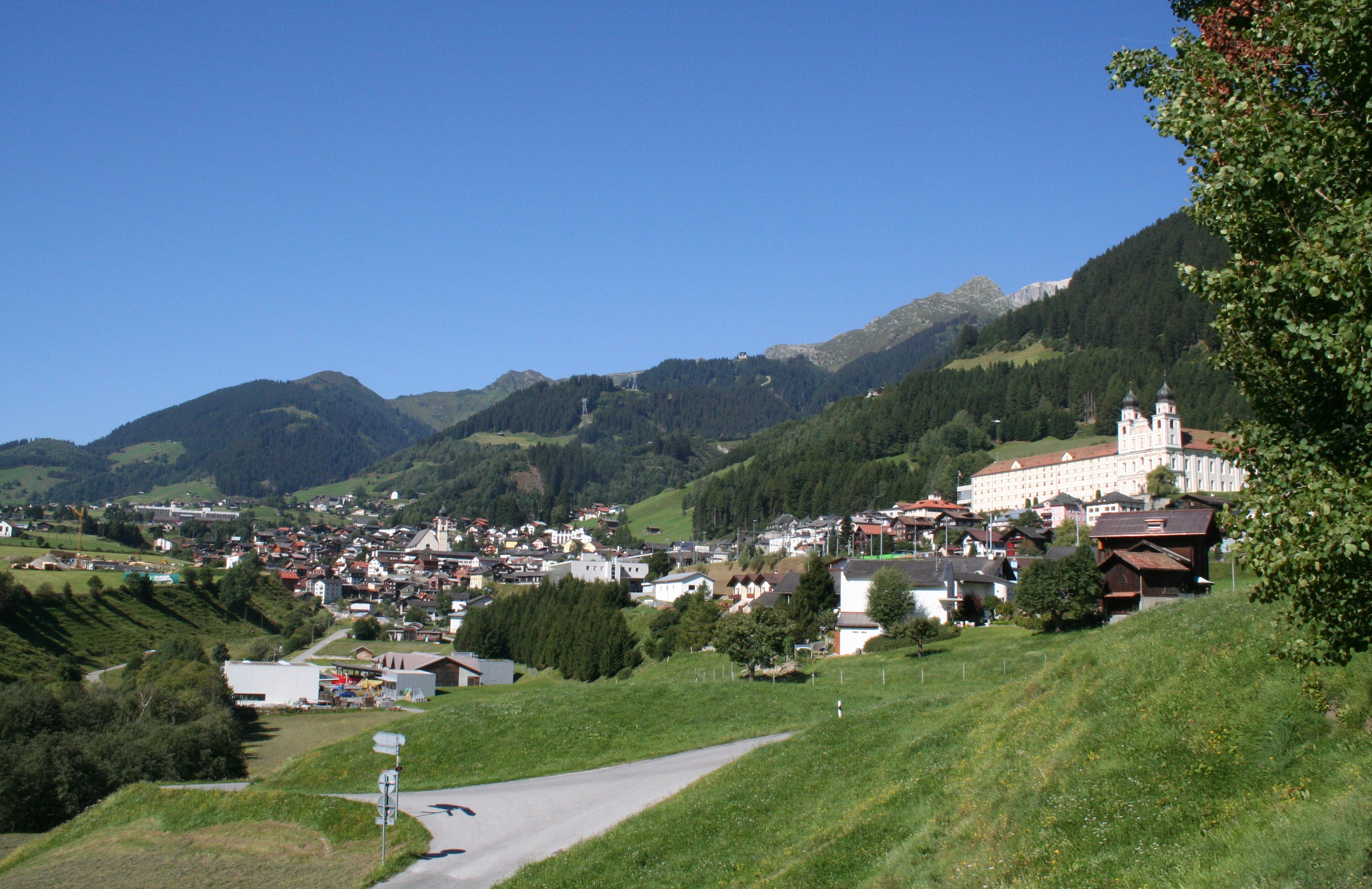

迪森蒂斯是瑞士的城鎮，位於該國東部，由格勞賓登州負責管轄，面積90.99平方公里，海拔高度1,130米，2011年人口2,067，人口密度每平方公里23人。

## 外部連結
- Official webpage of the municipality Disentis/Mustér （页面存档备份，存于） （德文） （羅曼什語）